# Emoia concolor
Emoia concolor är en ödleart som beskrevs av  Duméril 1851. Emoia concolor ingår i släktet Emoia och familjen skinkar. Inga underarter finns listade i Catalogue of Life.